# FK Banga
El Futbolo Klubas Banga es un equipo de fútbol de la ciudad de Gargždai, en Lituania. Actualmente milita en la A lyga, correspondiente a la primera división de Lituania.
El club fue fundado en 1966.

## Uniforme
- Uniforme titular: Camiseta, pantalón y medias azules.
- Uniforme alternativo: Camiseta naranja, pantalón blanco y medias naranjas.

Estadio:
Gargždai Stadium
Ciudad:
Garzdai 
País:
Lituania
Capacidad:
2.000

## Palmarés
- Copa de Lituania: 1
  - Copa (1): 2024
  - Finalista (3): 2011, 2014, 2019

## Participación en competiciones de la UEFA
| Temporada | Torneo                 | Ronda            | Club            | Ida | Vuelta | Global |
| --------- | ---------------------- | ---------------- | --------------- | --- | ------ | ------ |
| 2011–12   | UEFA Europa League     | Clasificatoria 1 | FK Qarabağ      | 0–4 | 0–3    | 0–7    |
| 2014–15   | UEFA Europa League     | Clasificatoria 1 | Sligo Rovers FC | 0–0 | 0–4    | 0–4    |
| 2025–26   | UEFA Conference League | Clasificatoria 2 | Rosenborg       | 0–5 | 0–2    | 0–7    |

### Récord Europeo
| Torneo                 | J | G | E | P | GF | GC |
| ---------------------- | - | - | - | - | -- | -- |
| UEFA Europa League     | 4 | 0 | 1 | 3 | 0  | 11 |
| UEFA Conference League | 2 | 0 | 0 | 2 | 0  | 7  |
| Total                  | 6 | 0 | 1 | 5 | 0  | 18 |

- Fuente:[2]